# 博尼塔斯普林斯
博尼塔斯普林斯（英語：Bonita Springs）是美国佛罗里达州李縣下属的一座城市。建立于1999年。面积约为106.2平方公里（约合41平方英里）。根据2010年美国人口普查，该市有人口43,914人，在本州排行第57。